# هاپوگاهاپیتیا
هاپوگاهاپیتیا (به لاتین: Hapugahapitiya) یک منطقهٔ مسکونی در سری‌لانکا است که در استان مرکزی (سری‌لانکا) واقع شده‌است.